# شانا باتوري
شانا باتوري (مواليد 2 يوليو 2002) هي لاعبة كرة قدم محترفة تلعب مهاجمة لنادي سانت دوني في دوري الدرجة الثالثة للسيدات. ولدت في فرنسا، وهي تمثل الجزائر على المستوى الدولي.

## المسيرة الكروية
بدأت تدريباتها في باريس سان جيرمان لمدة عام واحد، ثم وقعت مع أولمبيك ليون ولعبت هناك لمدة ثلاثة مواسم مع فريق تحت 19 عامًا. في 5 فبراير 2021، وقعت أول عقد احترافي لها مع نادي ستاد بريستوا 29 في دوري الدرجة الثانية النسائي. لكن في النهاية، غادرت النادي بعد خمسة أشهر دون أن تلعب مباراة واحدة. في يوليو 2021، انضمت إلى سويو شارانت في القسم الأول النسائي. في 20 يوليو 2022، انتقلت إلى GPSO 92 Issy في القسم الثاني. وبعد موسم واحد انضمت إلى نادي ميتز لكرة القدم.

## المسيرة الدولية
في يوليو 2023، تلقت باتوري أول استدعاء لها للانضمام إلى المنتخب الجزائري من قبل المدرب فريد بن ستيتي للمشاركة في مباراتين ضد السنغال. في 14 يوليو 2023، شاركت لأول مرة في مباراة خسرتها السنغال بنتيجة 1-3.
في فبراير 2024، في معسكر تدريبي تحضيري لكأس الأمم الإفريقية للسيدات 2024 القادمة، سجلت هدفها الدولي الأول ضد بوركينا فاسو في 24 فبراير 2024، وضمنت فوزًا 2-0 في مباراة ودية.

## إحصائيات المهنة

### النادي
آخر تحديث 31 مارس 2024.
| النادي          | الموسم          | الدوري          | الدوري | الدوري  | الكأس  | الكأس   | قاري   | قاري    | أخرى   | أخرى    | المجموع | المجموع |
| النادي          | الموسم          | القسم           | الظهور | الأهداف | الظهور | الأهداف | الظهور | الأهداف | الظهور | الأهداف | الظهور  | الأهداف |
| --------------- | --------------- | --------------- | ------ | ------- | ------ | ------- | ------ | ------- | ------ | ------- | ------- | ------- |
| ستاد بريست 29   | 2021            | القسم الثاني    | —      | —       | —      | —       | —      | —       | —      | —       | 19      | 8       |
| سويو شارينت     | 2021–22         | القسم الأول     | 21     | 1       | 2      | 1       | —      | —       | —      | —       | 23      | 2       |
| سويو شارينت     | المجموع         | المجموع         | 21     | 1       | 2      | 1       | —      | —       | —      | —       | 23      | 2       |
| GPSO 92 Issy    | 2022–23         | القسم الثاني    | 20     | 4       | 2      | 3       | —      | —       | —      | —       | 22      | 7       |
| GPSO 92 Issy    | المجموع         | المجموع         | 20     | 4       | 2      | 3       | —      | —       | —      | —       | 22      | 7       |
| ميتز            | 2023–24         | القسم الثاني    | 10     | 1       | 1      | 0       | —      | —       | —      | —       | 11      | 1       |
| ميتز            | المجموع         | المجموع         | 10     | 1       | 1      | 0       | —      | —       | —      | —       | 11      | 1       |
| المجموع الوظيفي | المجموع الوظيفي | المجموع الوظيفي | 51     | 6       | 5      | 4       | —      | —       | —      | —       | 56      | 10      |

### دولي
آخر تحديث 27 فبراير 2024
.
| سنة     | الجزائر | الجزائر |
| سنة     | الظهور  | الأهداف |
| ------- | ------- | ------- |
| 2023    | 4       | 0       |
| 2024    | 2       | 1       |
| المجموع | 6       | 1       |

| ت | تاريخ          | مكان                                                     | الخصم        | الاهداف | نتيجة | مسابقة            |
| - | -------------- | -------------------------------------------------------- | ------------ | ------- | ----- | ----------------- |
| 1 | 24 فبراير 2024 | المركز الفني الوطني بسيدي موسى، الجزائر العاصمة، الجزائر | بوركينا فاسو | 1 –0    | 2-0   | مباراة ودية دولية |

## روابط خارجية
- شانا باتوري على الأرشيف الرياضي العالمي

- شانا باتوري في FBref.com